# Mycena rosea
Espèce
Mycena rosea, Mycène rose, est une espèce de champignons basidiomycètes appartenant à la famille des Mycenaceae.

## Synonymes
- Agaricus purus var. roseus (Schumach.) Pers.[1]
- Agaricus roseus var. roseus Schumach.[1]
- Mycena pura f. rosea (Schumach.) J.E. Lange[1]
- Mycena pura var. rosea (Schumach.) J.E. Lange[1]